# Manfred Höppner
Manfred Höppner (Weinböhla, 16 de abril de 1934-20 de octubre de 2023) fue un médico alemán que fue vicejefe del Sportmedizinischer Dienst (Servicio de Medicina Deportiva) en la República Democrática Alemana (RDA).

## Biografía
Estudió en Meißen y allí aprobó su abitur. Entre 1953 y 1958 estudió en la Universidad Karl Marx, donde se especializó en medicina deportiva e higiene social. En 1958 se doctoró, y en el año 1963 se afilió al Partido Socialista Unificado de Alemania. Entre 1964 y 1978 fue médico de la Asociación Alemana de Atletismo de la RDA, y entre 1978 y 1990 formó parte de su presidencia. Entre los años 1967 y 1990 fue director suplente del Sportmedizinischer Dienst. Entre 1970 y 1991 fue miembro del comité médico de la Asociación Internacional de Federaciones de Atletismo.
Fue condenado en el año 2000 a 18 meses de libertad condicional por participar en el sistema de dopaje de la RDA, conocido como Plan Estatal 14.25, al producir daños físicos a veinte deportistas. Estos eran menores de edad y se les suministró Oral Turinabol a sabiendas de sus efectos perniciosos para la salud.
Trabajó como colaborador informal para la Stasi.